# Biskupi przemysko-warszawscy
Biskupi przemyscy i arcybiskupi przemysko–warszawscy obrządku bizantyńsko-ukraińskiego.
| Biskupi ordynariusze prawosławni – okresy rządów w eparchii przemyskiej (1087–1609) | Biskupi ordynariusze prawosławni – okresy rządów w eparchii przemyskiej (1087–1609) | Biskupi ordynariusze prawosławni – okresy rządów w eparchii przemyskiej (1087–1609) |
| ----------------------------------------------------------------------------------- | ----------------------------------------------------------------------------------- | ----------------------------------------------------------------------------------- |
| ................                                                                    | ................                                                                    |                                                                                     |
| Antoni, poprzednio bp nowogrodzki                                                   |                                                                                     |                                                                                     |
| Iłarion                                                                             | 1254                                                                                |                                                                                     |
| Jeremiasz                                                                           |                                                                                     |                                                                                     |
| Sergiusz                                                                            |                                                                                     |                                                                                     |
| Memnon                                                                              |                                                                                     |                                                                                     |
| Iłarion                                                                             | 1291                                                                                |                                                                                     |
| Bazyli                                                                              |                                                                                     |                                                                                     |
| Marek                                                                               | 1330                                                                                |                                                                                     |
| Cyryl Wołoszyn                                                                      | 1353                                                                                |                                                                                     |
| Iłarion                                                                             | 1366–1387                                                                           |                                                                                     |
| Atanazy                                                                             | 1392–1412                                                                           |                                                                                     |
| Eliasz                                                                              | 1422–1440                                                                           |                                                                                     |
| Atanazy Drohojowski                                                                 | 1443–144?                                                                           |                                                                                     |
| Atanazy Birecki (w świecie: Aleksander)                                             | 1446–1467                                                                           |                                                                                     |
| Jona Birecki (w świecie: Iwan)                                                      | 1467–1469                                                                           |                                                                                     |
| Joan Diwoczka                                                                       | 1469–1491                                                                           |                                                                                     |
| Joannicy                                                                            | 1497–1498                                                                           |                                                                                     |
| Antoni Onykij                                                                       | 1499–1521                                                                           |                                                                                     |
| Joachim                                                                             | 1522–1529                                                                           |                                                                                     |
| Wawrzyniec Arseniusz Terlecki (w świecie: Olechno lub Aleksander)                   | 1528–1549                                                                           |                                                                                     |
| Antoni Radyłowski (w świecie: Jacko albo Jakub)                                     | 1549–1581                                                                           |                                                                                     |
| Arseniusz Bryliński (w świecie Stecko albo Stefan)                                  | 1581–1591                                                                           |                                                                                     |
| Michał (Kopysteński) (w świecie: Maciej)                                            | 1591–1610                                                                           |                                                                                     |
| Biskupi dyzuniccy (prawosławni) – okresy rządów w eparchii przemyskiej (po 1609)    |                                                                                     |                                                                                     |
| Symeon Hulewicz                                                                     | 1635–1645                                                                           |                                                                                     |
| Antoni Winnicki                                                                     | 1650–1679                                                                           |                                                                                     |
| Jerzy Hoszowski                                                                     | 1667–1674 bp pomocniczy                                                             |                                                                                     |
| Innocenty Winnicki                                                                  | 1679–1691 (w l. 1691–1700 bp unicki)                                                |                                                                                     |
| Adam Aleksander Dubec                                                               | 1983–2016                                                                           |                                                                                     |

| Biskupi ordynariusze greckokatoliccy – okresy rządów w eparchii przemyskiej (1609–1996) | Biskupi ordynariusze greckokatoliccy – okresy rządów w eparchii przemyskiej (1609–1996) | Biskupi ordynariusze greckokatoliccy – okresy rządów w eparchii przemyskiej (1609–1996) |
| --------------------------------------------------------------------------------------- | --------------------------------------------------------------------------------------- | --------------------------------------------------------------------------------------- |
| Aleksander Oleksowicz Krupecki                                                          | 1610–1651                                                                               |                                                                                         |
| Prokop Chmielowski                                                                      | 1652–1664                                                                               |                                                                                         |
| Antoni Terlecki                                                                         | 1664–1669                                                                               |                                                                                         |
| Jan Małachowski bp tyt.                                                                 | 1670–1691                                                                               |                                                                                         |
| Innocenty Winnicki (w l. 1679–1691 bp prawosławny)                                      | 1691–1700                                                                               |                                                                                         |
| Jerzy Winnicki                                                                          | 1700–1710                                                                               |                                                                                         |
| Hieronim Ustrzycki herbu Przestrzał                                                     | 1715–1746                                                                               |                                                                                         |
| Onufry Szumlański                                                                       | 1746–1762                                                                               |                                                                                         |
| Atanazy Andrzej Szeptycki                                                               | 1762–1779                                                                               |                                                                                         |
| Maksymilian Ryłło                                                                       | 1780–1794                                                                               |                                                                                         |
| Anton Anhełłowycz                                                                       | 1796–1808                                                                               |                                                                                         |
| Michał Lewicki                                                                          | 1813–1816                                                                               |                                                                                         |
| Iwan Snihurski                                                                          | 1818–1847                                                                               |                                                                                         |
| Hryhorij Jachymowycz                                                                    | 1848–1860                                                                               |                                                                                         |
| Toma Polianśkyj                                                                         | 1860–1867                                                                               |                                                                                         |
| Josyf Sembratowycz                                                                      | 1867–1872                                                                               |                                                                                         |
| Jan Saturnin Stupnicki                                                                  | 1872–1890                                                                               |                                                                                         |
| Julian Pełesz                                                                           | 1891–1896                                                                               |                                                                                         |
| Konstantyn Czechowicz                                                                   | 1896–1914                                                                               |                                                                                         |
| bł. Jozefat Kocyłowski                                                                  | 1917–1947                                                                               |                                                                                         |
| Wasyl Hrynyk (wik. gen.)                                                                | 1947–1977                                                                               |                                                                                         |
| Iwan Choma                                                                              | 1977–1991                                                                               |                                                                                         |
| Jan Martyniak                                                                           | 1991–1996                                                                               |                                                                                         |
| Biskupi wikariusze generalni – okresy urzędowania w eparchii przemyskiej                |                                                                                         |                                                                                         |
| Julian Kuiłowski                                                                        | 1890–1891                                                                               |                                                                                         |
| bł. Hryhorij Łakota                                                                     | 1926–1950                                                                               |                                                                                         |
| Jan Martyniak                                                                           | 1989–1991                                                                               |                                                                                         |
| Eugeniusz Popowicz                                                                      | 2013–2015                                                                               |                                                                                         |
| Biskupi koadiutorzy – okresy urzędowania w eparchii przemyskiej                         |                                                                                         |                                                                                         |
| Paweł Owłóczyński                                                                       | 1637–1649                                                                               |                                                                                         |
| Antoni Terlecki                                                                         | 1662–1664                                                                               |                                                                                         |
| Onufry Szumlański                                                                       | 1740–1746                                                                               |                                                                                         |
| Arcybiskupi ordynariusze – okresy rządów w archieparchii przemysko-warszawskiej         |                                                                                         |                                                                                         |
| Jan Martyniak                                                                           | 1996–2015                                                                               |                                                                                         |
| Eugeniusz Popowicz                                                                      | 2015–nadal                                                                              |                                                                                         |